# Манфра
Манфра (фр. Manfra) тип је француско-белгијског стрипа са карактеристикама јапанске манге. Може се још звати франга, француска манга и глобална манга, с тим да се последњи појам односи на све западњачке стрипове инспирисане мангама.

## Карактеристике
Манфре су углавном сличног формата као манге. Неке се читају с десна налево, као што је Радиант, док се друге користе западњачким смером читања, као што је Вакфу. Стил цртежа такође је инспирисан мангама, с тим да су корице понекад више налик традиционалним француско-белгијским стриповима.

## Историја
Деведесетих година двадесетог века, манге као што су Акира и Змајева кугла, почеле су се објављивати на француском језику, те упознале француско-белгијску школу стрипа са јапанским стилом. Назив за ту нову врсту француског стрипа, „манфра,“ популаризован је 2005. године на сајту Кацука (фра. Catsuka), који су користили не само студенти, већ и мајстори стрипа и анимације. Прве манфре објављиване су баш у том периоду, који се сматра првим златним добом манге у Француској. 
Током 2010их, популарност манфри проширила се и до Јапана када је објављен Радиант. Наредне деценије, манфре су доживеле своје друго златно доба. Такође у овом периоду почеле су се објављивати на српском језику. Прва међу њима је Радиант, коју је 2021. године почела издавати кућа Најкула.

## Манфре преведене на српски језик
- Радиант
- Вакфу
- Sweet Konkrete